# Nechmaya
Nechmaya (em árabe: نشماية) é uma cidade e comuna localizada na província de Guelma, Argélia. Segundo o censo de 2008, a população total da cidade era de 9 964 habitantes.